# Oruza costalis
Oruza costalis är en fjärilsart som beskrevs av Butler 1875. Oruza costalis ingår i släktet Oruza och familjen nattflyn. Inga underarter finns listade i Catalogue of Life.